# Abenaki
Los abenaki son una confederación de tribus amerindias, cuyo idioma pertenece a las lenguas algonquinas. Su nombre procedía de wabunaki «los que viven a la salida del sol». Comprendía las tribus norridgewock, penobscot, passamaquoddy, maliseet, sokoki y arosaguntacok. Menos las dos últimas, las otras ahora se consideran tribus independientes.

## Localización
Antiguamente ocuparon la costa de Maine, en los Estados Unidos. Actualmente, los abenaki que son reconocidos con este nombre viven en las reservas de Welinak y Odanok (Quebec), a lo largo del río San Lorenzo y en Estados Unidos al este del Hudson.

## Demografía
La Confederación comprendía en 1600 unas 20 aldeas y posiblemente 12.000 abenakis orientales y 14.000 occidentales, pero habían sido reducidos a 3.000 en 1611. En 1990 eran unos 1.811 en Quebec. Su lengua, sin embargo, sólo tenía 50 hablantes en 1960.
Según datos del censo de los Estados Unidos del año 2000, la Abenaki Nation of Missiquoi tiene 2.385 indios puros, 137 mezclados con otras tribus, 2.686 mezclados con otras razas y 264 mezclados con otras razas y otras tribus. En total, 5.472 individuos. En Quebec había 2.037 individuos repartidos entre las comunidades de Odanak (1.819 individuos) y Wôlinak (218 individuos). En total, hay 7.509 individuos.

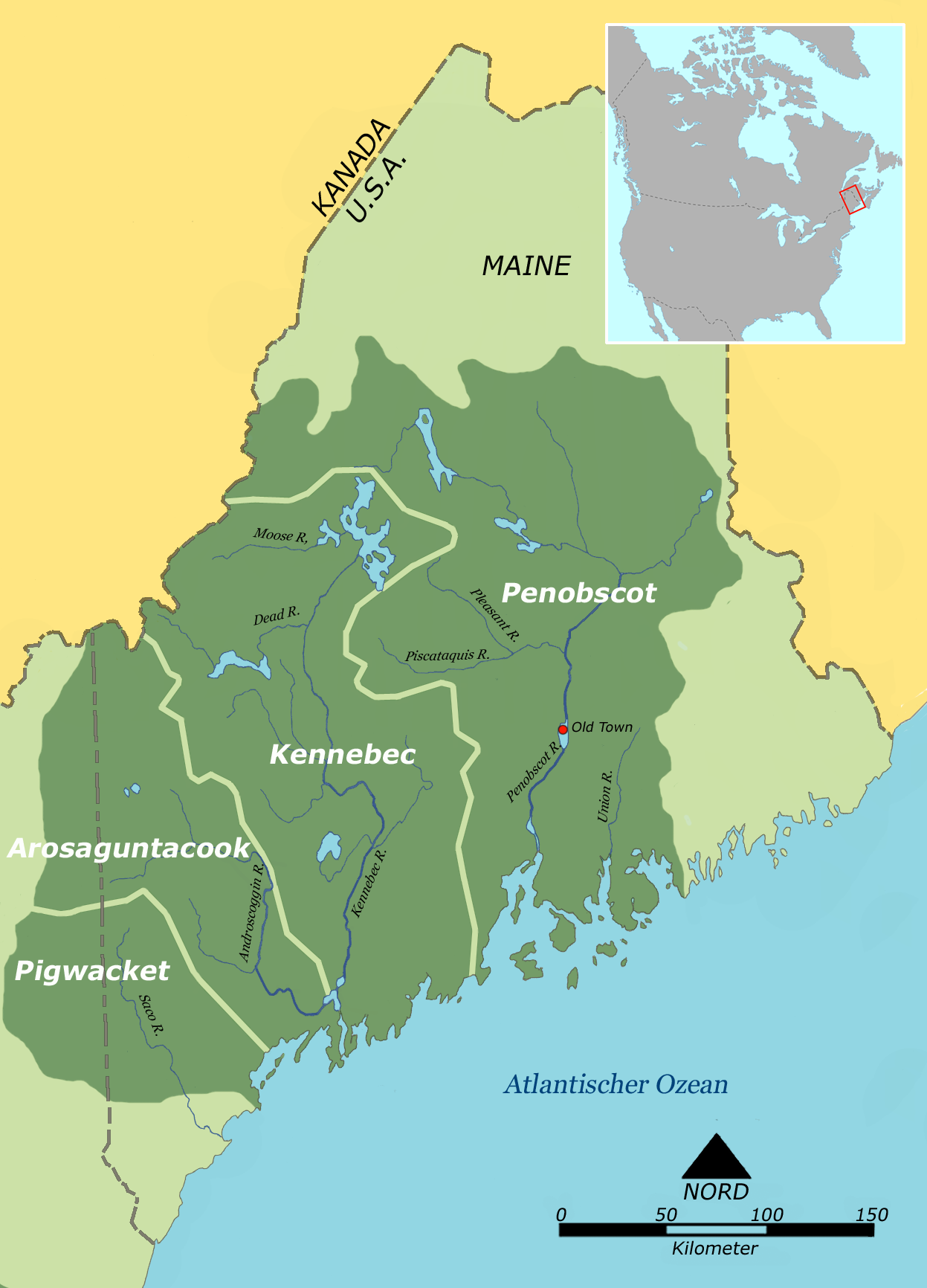
Territorio de los abenaki del Este.

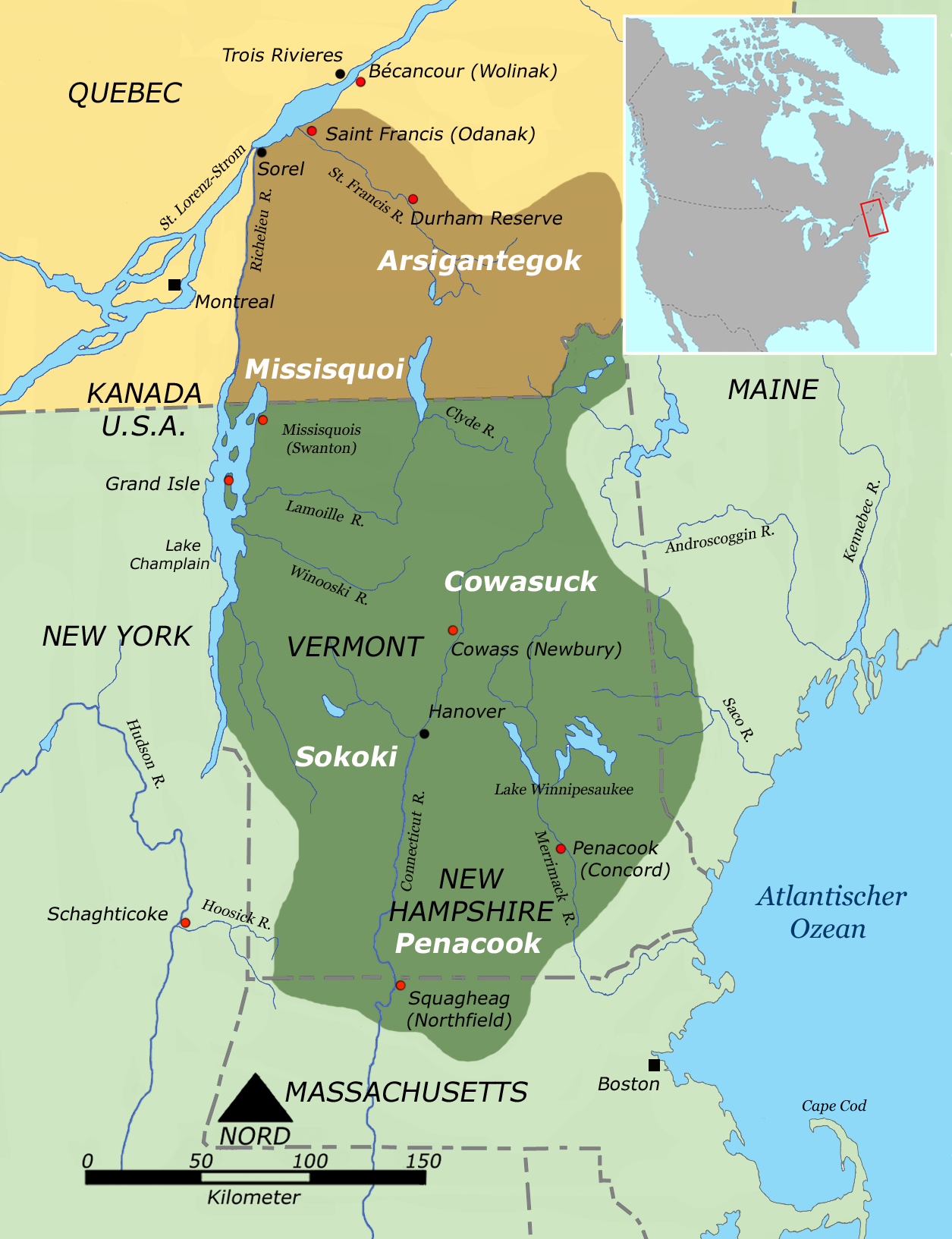
Territorio de los abenaki del Oeste

## Costumbres
La Confederación fue formada como una Liga de resistencia y protección contra los ataques de la Confederación iroquesa, especialmente de los mohawk. Ocupaba todas las tribus de Nueva Inglaterra y Nuevo Brunswick, y llegó incluso a acoger a los lenape.
Principalmente vivían de la caza y la pesca. El maíz era cultivado a lo largo de la costa, y más intensamente de norte a sur. Al norte vivían en wigwams (cabañas de corteza de cedro con forma de cúpula y con un agujero en la parte superior), habitados por varias familias patrilineales, a diferencia de los iroqueses. La caza se realizaba con lazos y trampas, y arcos y flechas. Llamaban gluskabe a la corteza de abedul, en honor de un héroe divino que pedía a los árboles que curasen a su pueblo.

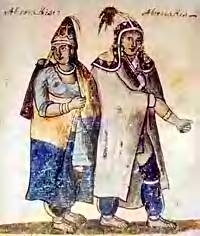
Pareja de abenakis,

Cada tribu consistía en pequeñas bandas comandadas por un caudillo o jefe civil, el cual dirigía, aunque tenía pocas obligaciones en cuanto a autoridad; al mismo tiempo, tenían un jefe guerrero, llamado Sagamore (o sakimau; en lengua penobscot: líder civil) que servía a la comunidad toda su vida y que no podían ser impugnados. En realidad, tenían poco poder, pero los colonos europeos los trataron como monarcas. Esta simplificación ha dado lugar a muchos malentendidos. 
Las guerras las decidía un Consejo General formado por todos los hombres y mujeres miembros de la tribu. Un Gran Consejo de Caudillos y representantes de cada familia también decidía otras cuestiones de importancia para el grupo.
También habían institucionalizado el compañerismo, con responsabilidades mutuas que unían a dos hombres para toda la vida. Como el resto de tribus algonquinas, creían en Manitú como una fuerza sobrenatural que estaba en el interior de cualquier ser vivo y tenían la creencia en un héroe cultural que un día había de volver para ayudar a la tribu en tiempos de gran necesidad, creencia que persiste hoy en día. Sus cantos son de una intensa poesía.

## Historia
Fueron una de las primeras tribus que contactaron con los blancos, lo que les provocaría una fuerte disminución de la población, y un cambio en las relaciones económicas con las demás tribus. Perdieron entre un 70 y un 90 % de sus efectivos, y recibieron refugiados pennacook y sokoki.
Desde 1625 comerciaron pieles de castor con la colonia de Plymouth. Hasta entonces se dedicaban a la caza de aves acuáticas y al cultivo estacional de maíz. El cambio que les obligó a marchar al interior a cazar con grupos familiares facilitaría en 1632 la penetración de los jesuitas.

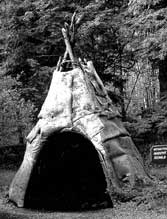
Wigwam abenaki hecho de corteza.

Eran amigos de los blancos, y por influencia de los misioneros franceses del siglo XVII se aliaron con los franceses desde que Jean Vincent de l’Abbadie, barón de Saint Castin, hizo un puerto para exportar pieles de castor en Castine (Maine) y se casó con la hija de un sagamore o sachem abenaki. Cuando los ingleses destruyeron su casa en 1688, los abenaki reaccionaron destruyendo las colonias inglesas de Saco (Maine), Dover y Salmon (Nuevo Hampshire), Haver Hill y Deerfield (Massachusetts) y se implicaron en la Guerra del Rey Guillermo (1689-1695), en la Guerra de la reina Ana (1702-1713) y en la Guerra del Rey Jorge (1744-1748).
Fueron vencidos por los ingleses en Norridgewock (1724) y Peqwawket (1725). En 1757 se aliaron con Montcalm contra los ingleses, pero en 1763 se hubieron de someter. Desde entonces se retiraron a Canadá, estableciéndose primero en Saint Francis (Ontario) y después en el Quebec.
En la actualidad el miembro destacado de la nación abenaki es el escritor Joseph Bruchac.